# Cejnovkovití
Cejnovkovití (Lethrinidae) jsou čeleď paprskoploutvých ryb, původně součást sběrného řádu ostnoploutvých (Perciformes), nověji spadající do řádu bodloků (Acanthuriformes). K červnu 2025 cejnovkovití zahrnují pouze pět rodů: Gnathodentex, Gymnocranius, Lethrinus, Monotaxis a Wattsia.
Cejnovky svým vzezřením nápadně připomínají chňapalovité (Lutjanidae) a chrochtalovité (Haemulidae) z téhož řádu. Největší zástupci dorůstají až 100 cm, nejmenší asi 30 cm. Zbarvení bývá nevýrazné, například šedavé, žlutavé, olivové aj., některé druhy ale mají pestřejší vzor s barevnými skvrnami nebo pruhy. Hřbetní ploutev je nedělená, s 10 trny a 9–10 měkkými paprsky, řitní ploutev nese 3 trny a 8–10 měkkých paprsků. Koncová ústa s nápadnými pysky nesou vepředu špičákovité zuby, jakož i kuželovitý nebo stoličkám podobný chrup po stranách. Obratlů je 24, branchiostegalií 6.
Cejnovkovití žijí zejména v pobřežních tropických vodách Indo-Pacifiku, cejnovka atlantská (Lethrinus atlanticus) pak i v Atlantiku. Většinou obývají korálové a skalnaté útesy, dále suťová či písčitá dna, někdy pronikají i do brakických vod. V noci se krmí bentickými bezobratlými, od korýšů a měkkýšů přes mnohoštětinatce až po pláštěnce – často i těmi s tvrdými schránkami. Loví také ryby. Tření i vývoj vajíček a larev probíhá zásadně v pelagiálu. Cejnovky se třou v agregacích, řada jejich druhů podstupuje změnu pohlaví ze samice na samce (protogynní hermafroditismus).
Pro člověka mají význam jako konzumní ryby, ačkoli jejich maso může páchnout po jodoformu.